# Матија Чоп
Матија Чоп (рођен 26. јануара 1797. у Жировници – преминуо 6. јула 1835. у Сави код Томачева) је словеначки лингвиста, књижевни историчар и критичар.

## Биографија
Рођен је у Жировници у сељачкој породици. Основну и средњу школу завршио је у Љубљани и студије филозофије наставио у Бечу. Године 1817. се вратио у Љубљану и до 1920. године радио као богослов. Као гимназијски професор радио је у Ријеци (1820-1822), а држао је и предавања из класичне филологије на универзитету у Лавову (1822-1827). Течно је говорио 19 језика.
По повратку у Љубљану је опет имао мјесто гимназијског професора а 1828. године је добио и мјесто гимназијскога библиотекара. У том периоду библиотека је била у нереду. Није имао основне каталоге, хрпе књига су чекале на обраду. Чоп се с великом марљивошћу латио посла. Поднео је план темељне реорганизације библиотеке.
Године 1835. током пливања се удавио у Сави. Франце Прешерен му је посветио еп алегорију Krst pri Savici.

## Дјеловање
Матија Чоп је за своје време био врло образован човјек, знао је више језика и био је врло угледан. Његово подручје су били класична, средњовековна, ренесансна и барокна књижевност. По гледишту је био романтичар и залагао се за романтичну класику.
Као такав имао је велик утицај на остале писце, а нарочито на свог колегу Францета Прешерна, чији тутор је Матија Чоп и био.
То је било и време најлепших Прешернових песама па и словеначке химне (Здрављица).
Био је цензор за време настајања словеначког просветног листа Kranjske čbelice и борио се за словеначки језик против осталих германофила. Залагао се за то да словеначки језик постане језик интелектуалаца и вишег слоја и противио се мишљењу да је словеначки језик примјеран само за нижи слој становништва.
Написао је први Преглед словеначке књижевности (издао га је Шафарик 1864. године)

## Заоставштина
Чоп се сматра једним од најзначајнијих словеначких интелектуалаца 19. века. Његово име носи неколико улица, школа и других установа широм Словеније, међу којима је и модерна Чопова улица у Љубљани. Матија Чоп се сматрао и првим словеначким библиотекаром, па је по њему и названа највиша награда у области библиотекарства – Чопова диплома.